# Ганешин, Сергей Сергеевич
Серге́й Серге́евич Гане́шин (26 февраля 1879, Москва — 30 августа 1930) — русский советский ботаник-флорист, геоботаник, профессор.

## Биография
Сергей Ганешин родился в Москве 26 ноября 1879 года. Учился на естественном отделении физико-математического факультета Московского университета, окончил его в 1902 году, после чего был оставлен на факультете для подготовки к профессорскому званию. Учился у профессора Ивана Николаевича Горожанкина.
С 1905 года Сергей Сергеевич работал в Ново-Александрийском институте сельского хозяйства и лесоводства в должности ассистента. В 1911 году он переехал в Петербург, став ассистентом в Петербургском университете и лесном институте. С 1913 года Ганешин также был сотрудником Ботанического музея АН.
В 1909 году Ганешин ездил на экспедицию в Ангаро-Илимский край, в 1914 году — на хребет Улутау. Сергей Сергеевич был профессором Ленинградского сельскохозяйственного института, а также доцентом Ленинградского университета. Между 1921 и 1926 годами учёный руководил серией исследований в области долин Волхова и Ильменя, проводимых с целью подготовки строительства Волховской ГЭС.
В 1930 году возглавлял ботанический отряд Кольской экспедиции АН СССР. В последний день полевой работы отряда, 30 августа 1930 года, на горе Вудъяврчорр заблудился в тумане, за которым последовала снежная буря. Скончался от внезапной остановки сердца. Именем ботаника назван цирк Ганешина на этой горе. У подножия Вудъяврчорра в 1931 году был основан Полярно-альпийский ботанический сад-институт.

## Некоторые научные публикации
- Ганешин С. С. Ботанико-географический очерк центральной части Келецко-Сандомирского кряжа // Записки института сельского хозяйства и лесоводства. — 1909. — Т. 20, № 2. — С. 46—158.
- Ганешин С. С. Растительность Ангаро-Илимского края Иркутской губернии // Труды почвенно-ботанической экспедиции по исследованию колонизационных районов Азиатской России. Ботанические исследования. — 1912. — Вып. 5. — С. 1—154.
- Ганешин С. С. Материалы к флоре Царства Польского. Формы рода Hieracium // Труды Ботанического музея Академии наук. — 1914. — Т. 12. — С. 1—40.
- Ганешин С. С. Материалы к флоре Балаганского, Нижнеудинского и Киренского уездов Иркутской губернии // Труды Ботанического музея Академии наук. — 1915. — Т. 13. — С. 1—299.
- Ганешин С. С. Ботанико-географический очерк средней части Акмолинской области // Труды почвенно-ботанической экспедиции Переселенческого управления. Ботанические исследования. — 1917. — Т. 1. — С. 1—57.
- Ганешин С. С. Сорная растительность. — Л., 1925. — 83 с.
- Ганешин С. С. Сорные растения льна и меры борьбы с ними. — М.—Л., 1930. — 126 с.
- Ганешин С. С. Растительность Лядского района Лужского округа в связи с вопросов заболевания коров гематурией // Труды Ботанического музея Академии наук. — 1932. — Т. 25. — С. 349—434.

## Виды растений, названные в честь Сергея Ганешина
- Festuca ganeschinii Drobow, 1915 [= Festuca rupicola Heuff., 1858]
- Hieracium ganeschinii Zahn, 1915 [= Hieracium plicatum Lindeb., 1872]
- Poa ganeschinii Roshev., 1934 [= Poa glauca Vahl, 1790]
- Ranunculus ganeschinii Tzvelev, 1995
- Viola ×ganeschinii Vl.V.Nikitin, 2007